# Giovanni Castiglione (bispo)
Giovanni Castiglione de Polena (falecido a 1 de setembro de 1456) foi um prelado católico romano que serviu como bispo de Orvieto (1454–1456) e bispo de Penne e Atri (1433–1454).

## Biografia
No dia 23 de março de 1433, Giovanni Castiglione foi nomeado pelo Papa Eugênio IV como Bispo de Penne e Atri.
Enquanto bispo, foi o principal co-consagrador de Canute Mikkelsen, bispo de Viborg (1452).
A 21 de outubro de 1454, foi nomeado bispo de Orvieto pelo Papa Nicolau V, onde serviu como bispo até à sua morte a 1 de setembro de 1456.